# Sandyville
Sandyville és una població dels Estats Units a l'estat d'Iowa. Segons el cens del 2000 tenia 61 habitants.

## Demografia
Segons el cens del 2000, Sandyville tenia 61 habitants, 27 habitatges, i 18 famílies. La densitat de població era de 46,2 habitants/km².
Dels 27 habitatges en un 25,9% hi vivien nens de menys de 18 anys, en un 55,6% hi vivien parelles casades, en un 11,1% dones solteres, i en un 33,3% no eren unitats familiars. En el 33,3% dels habitatges hi vivien persones soles l'11,1% de les quals corresponia a persones de 65 anys o més que vivien soles. El nombre mitjà de persones vivint en cada habitatge era de 2,26 i el nombre mitjà de persones que vivien en cada família era de 2,89.
Per edats la població es repartia de la següent manera: un 16,4% tenia menys de 18 anys, un 16,4% entre 18 i 24, un 27,9% entre 25 i 44, un 34,4% de 45 a 60 i un 4,9% 65 anys o més.
L'edat mediana era de 40 anys. Per cada 100 dones de 18 o més anys hi havia 155 homes.
La renda mediana per habitatge era de 31.667 $ i la renda mediana per família de 34.375 $. Els homes tenien una renda mediana de 27.500 $ mentre que les dones 13.750 $. La renda per capita de la població era de 20.028 $. Cap de les famílies estaven per davall del llindar de pobresa.

## Poblacions més properes
El següent diagrama mostra les poblacions més properes.